# Muro dei ti amo

Il muro nel 2010

Il Muro dei ti amo (in francese Le mur des je t'aime) è un muro di 40 metri quadrati che si trova nella piazza giardino Jehan Rictus nel quartiere Montmartre a Parigi.
Il muro è stato creato nel 2000 dal calligrafo Frédéric Baron e dall'artista murale Claire Kito ed è composto da 612 piastrelle di lava smaltata della dimensione di 21x29,7 centimetri, sulle quali è riportata la frase "Ti amo" 311 volte in 250 lingue tra cui anche alcune lingue rare come navajo, inuit, bambara ed esperanto.

## Simbolismo
Il simbolismo del muro è una scelta personale dell'artista. Un muro è un simbolo di divisione e separazione e qui Frédéric Baron desiderava che un muro potesse anche essere un supporto per il più bello dei sentimenti umani.
Gli schizzi rossi sul muro simboleggiano le parti di un cuore spezzato e possono essere raccolti per formare un cuore.